# Gibibyte
Gibibyte (zkrácenina giga binary byte) je jednotka informace počítačových pamětí, zkráceně GiB.
1 gibibyte = 230 bytů = 1 073 741 824 bytů = 1024 mebibytů
Gibibyte je úzce spojen s gigabytem, který se odvolává na 109 bytů = 1 000 000 000 bytů, závisí na souvislostech (viz binární předpony).
Zajímavostí je, že u pevných disků a jiných paměťových nosičů (DVDR, Flash disky apod.) není velikost uváděna v GiB, ale z marketingových důvodů v GB, mají tedy o 7% menší kapacitu, než by se mohlo zdát. 4,7 GB = 4,377 GiB. Přitom v počítačích se velikost uvádí v GiB. V současné době se kapacity disků takto označují již jen ze setrvačnosti. Vzhledem k tomu, že tak činí všichni výrobci, nikdo z této nesrovnalosti nemá výhodu a původní marketingový špek na zákazníky ztratil význam.[zdroj⁠?!]

## Příklad
iPhone 16 GB má skutečnou kapacitu paměti 14,9 GiB, z čehož nemálo obsadí nezbytný operační systém telefonu a uživateli tak zbývá konkrétně v iPhone 4S 16GB s nainstalovaným iOS8.1 maximálně 12,2 GB použitelného místa (v případě staršího iOS7.1.1 konkrétně 12,8GB – neboť starší iOS s méně funkcemi zabere o 600MB méně prostoru).